# Tru Calling
Tru Calling was een Amerikaanse bovennatuurlijk-dramareeks van Fox Network. De serie werd in België uitgezonden door de commerciële zender VTM.

## Achtergrond
Tru Davies startte na haar middelbare school een opleiding geneeskunde. Wanneer haar stage in het ziekenhuis slecht wordt geëvalueerd, neemt ze totaal onverwacht een baan aan in het plaatselijke mortuarium.
Op een dag vertrekt ze ’s ochtends naar haar werk. Tijdens haar shift vraagt plots een overleden vrouw hulp aan Tru. Daarop schrikt Tru wakker in haar bed en denkt dat ze zonet een nachtmerrie had.
Tru staat op, maakt zich klaar voor werk en vertrekt. Dan komt ze tot de conclusie dat alles wat ze nu ziet en hoort identiek is als in haar nachtmerrie. Ze zoekt de dame van haar nachtmerrie op en vermijdt zo dat deze zal sterven. Ze komt tot het besef dat alles wat ze die nacht zogezegd had gedroomd eigenlijk realiteit is, dat ze de dag aan het herbeleven was. Gezien de dag meestal dodelijk of slecht afloopt, voelt Tru zich geroepen om actie te ondernemen om zo de uitkomst van de dag te veranderen.

## Rolverdeling

### Hoofdrollen
| Acteur            | Personage       | Rolbeschrijving                                                                                       |
| ----------------- | --------------- | --- |
| Eliza Dushku      | Tru Davies      | bevat de gave om dagen opnieuw te beleven                                                             |
| Shawn Reaves      | Harrison Davies | de jongere broer van Tru, heeft geen of weinig verantwoordelijkheidszin. Hij helpt Tru in haar missie |
| Zach Galifianakis | Davis           | een goede vriend en werkgever van Tru                                                                 |

### Bijrollen
| Acteur           | Personage       | Rolbeschrijving |
| ---------------- | --------------- | --- |
| Jessica Collins  | Meredith Davies | oudere zus van Tru |
| A.J. Cook        | Lindsay Walke   | beste vriendin van Tru |
| Matthew Bomer    | Luc Johnston    | Tru's (ex) vriendje |
| Benjamin Benitez | Gardez          | collega van Tru in het mortuarium |
| Jason Priestley  | Jack Harper     | fungeert in de serie als deontoloog en filosoof. Hij is van mening dat het lot van sommige mensen vooraf bepaald werd en dat Tru dat niet mag onderbreken. |